# Amalia de Llano
Amalia de Llano y Dotres (Barcellona, 29 aprile 1822 – Madrid, 6 luglio 1874) è stata una contessa e scrittrice spagnola.
Era una figura importante nella vita culturale madrilena del diciannovesimo secolo. Inoltre, attraverso il matrimonio divenne la contessa di Vilches e la viscontessa di La Cervanta.

## Biografia
Amalia de Llano nacque a Barcellona nel 1822 da una famiglia benestante della borghesia commerciale ed era la figlia di Ramón de Llano y Chávarri e Pilar Dotres y Gibert. Dopo la morte del padre, sua madre si sposò con Francisco Falcó y Valcárcel, il nono marchese di Almonacid de los Oteros. Questa connessione significò per la famiglia l'apertura alla vita nei circoli aristocratici. Si sa poco della sua educazione, ma si sa che Amalia si affezionò presto alla letteratura e alle arti.
Amalia si sposò il 12 ottobre 1839 con Gonzalo Vilches y Parga. La coppia ebbe due figli: Gonzalo Vilches y Llano, secondo conte di Vilches e secondo visconte di La Cervanta, e Pilar de Vilches y Llano. Gonzalo Vilches y Llano si sarebbe sposato nel 1879 con María San Juan y Mendinueta, contessa di Goyeneche e della Cimera. Gonzalo fu un cavaliere del corpo reale della nobiltà di Madrid, della Real Maestranza di Cavalleria di Granada, della Real Maestranza di Cavalleria di Saragozza, fu un commendatore dell'ordine di Carlo III, ottenne la gran croce dell'ordine di Isabella la Cattolica, fu il maggiordomo della settimana del re, vicepresidente del senato e senatore a vita.
L'8 dicembre 1848, la regina Isabella II nobilitò il marito Gonzalo, elevandolo al rango di conte di Vilches: prima di questa nobilitazione egli aveva il titolo di visconte di La Cervanta, una nomenclatura che si riferiva a una delle loro residenze nella regione di Castiglia-La Mancia.
La contessa di Vilches partecipò come attrice e organizzò delle opere teatrali, così come degli incontri letterari molto frequentati dalle figure intellettuali e dagli artisti dell'epoca. Molto affezionata alla letteratura, provò a diventare una scrittrice e riuscì a pubblicare (sotto pseudonimo) due romanzi: Ledia e Berta; quest'ultimo vide la luce l'anno della sua morte. Al suo circolo di amici apparteneva il pittore Federico de Madrazo, che la ritrasse nel 1853. La contessa pagò per il quadro 4000 real, la metà di quanto l'artista era abiutato a chiedere. La contessa appoggiò la regina Isabella II ed era molto favorevole alla restaurazione borbonica che pose fine alla prima repubblica spagnola con un colpo di stato.
La morte di Amalia, che avvenne il 6 luglio 1874 a Madrid, venne sentita profondamente dalla società madrilena, e si tradusse nei tanti articoli che le furono dedicati dai giornali di allora. Ella venne sepolta nel cimitero di Sant'Isidoro di Madrid, nella cripta familiare dei marchesi di Almonacid de los Oteros, costruita nel 1870 dall'architetto Wenceslao Gaviña. Accanto a lei si trovano i resti mortali della madre, del patrigno e del nipote Gonzalo.